# Všichni starostovi muži
Všichni starostovi muži (v anglickém originále Spin City) je americký komediální seriál, který byl vysílán v letech 1996-2002 American Broadcasting Company, v Česku ho vysílala Česká televize v roce 2001. Seriál se odehrává v New Yorku a hlavními hrdiny jsou zaměstnanci kanceláře starosty New Yorku, především jeho zástupce Mike Flaherty (Michael J. Fox), v pozdějších sériích kvůli hercově nemoci nahrazený Charliem Crawfordem (Charlie Sheen).

## Obsazení
| Richard Kind      | Paul Lassiter (145 epizod)          |
| Michael Boatman   | Carter Heywood (145 epizod)         |
| Barry Bostwick    | Randall M. Winston Jr. (145 epizod) |
| Alan Ruck         | Stuart Bondek (141 epizod)          |
| Michael J. Fox    | Mike Flaherty (103 epizod)          |
| Connie Britton    | Nikki Faber (86 epizod)             |
| Alexander Chaplin | James Hobert (81 epizod)            |
| Heather Locklear  | Caitlin Moore (71 epizod)           |
| Victoria Dillard  | Janelle Cooper (69 epizod)          |
| Charlie Sheen     | Charlie Crawford (45 epizod)        |
| Jennifer Esposito | Stacey Paterno (30 epizod)          |

## Ocenění
Seriál získal 2 ceny Emmy (8× nominován), 4 ceny Zlatý glóbus (10× nominován) a několik dalších televizních cen.